# Transparente blanche

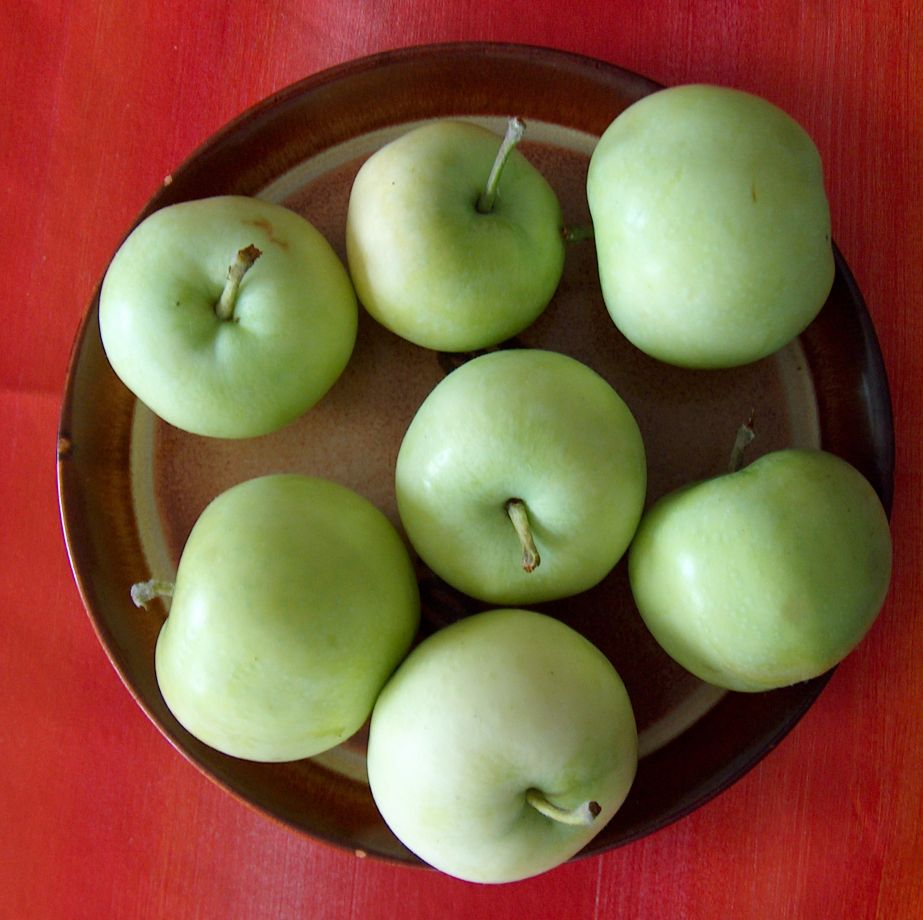
Pommes Transparente blanche.

La Transparente blanche est une variété de pomme provenant des  Pays baltes et introduite en France vers 1815 (vraisemblablement ramenée par des soldats lors de la campagne de Russie en 1812 comme la Colapuy). Cette variété est probablement la meilleure des pommes précoces (pommes d'été). C'est une bonne pomme de cuisson qui donne des compotes très fines.
Synonymes : White Transparent, weisser Klarapfel, Klarapfel, Transparente jaune, Pomme d'août, 'Pomme de Revel', 'Madeleine' de l'Anjou au Mantois en passant par le Perche ; 'Saint Jean' dans le grand Sud-Ouest ; 'Pomme de Blé' vers la Meuse ; 'Ernteapfel' en Alsace ; 'Sainte-Anne' en Bretagne,  'Papierówka' en Pologne ; 'Bialyi nalyv'  en Ukraine' ; 'Petrovka' en Bulgarie, chacun des Pays baltes, lui a attribué un nom différent : 'valge klaar', en Estonie, 'baltais dzidrais' en Lettonie et 'popierinis' en Lituanie.
'Pomme de Revel' pourrait confirmer l'origine estonienne de cette pomme, Revel étant l'ancien nom de Tallinn.

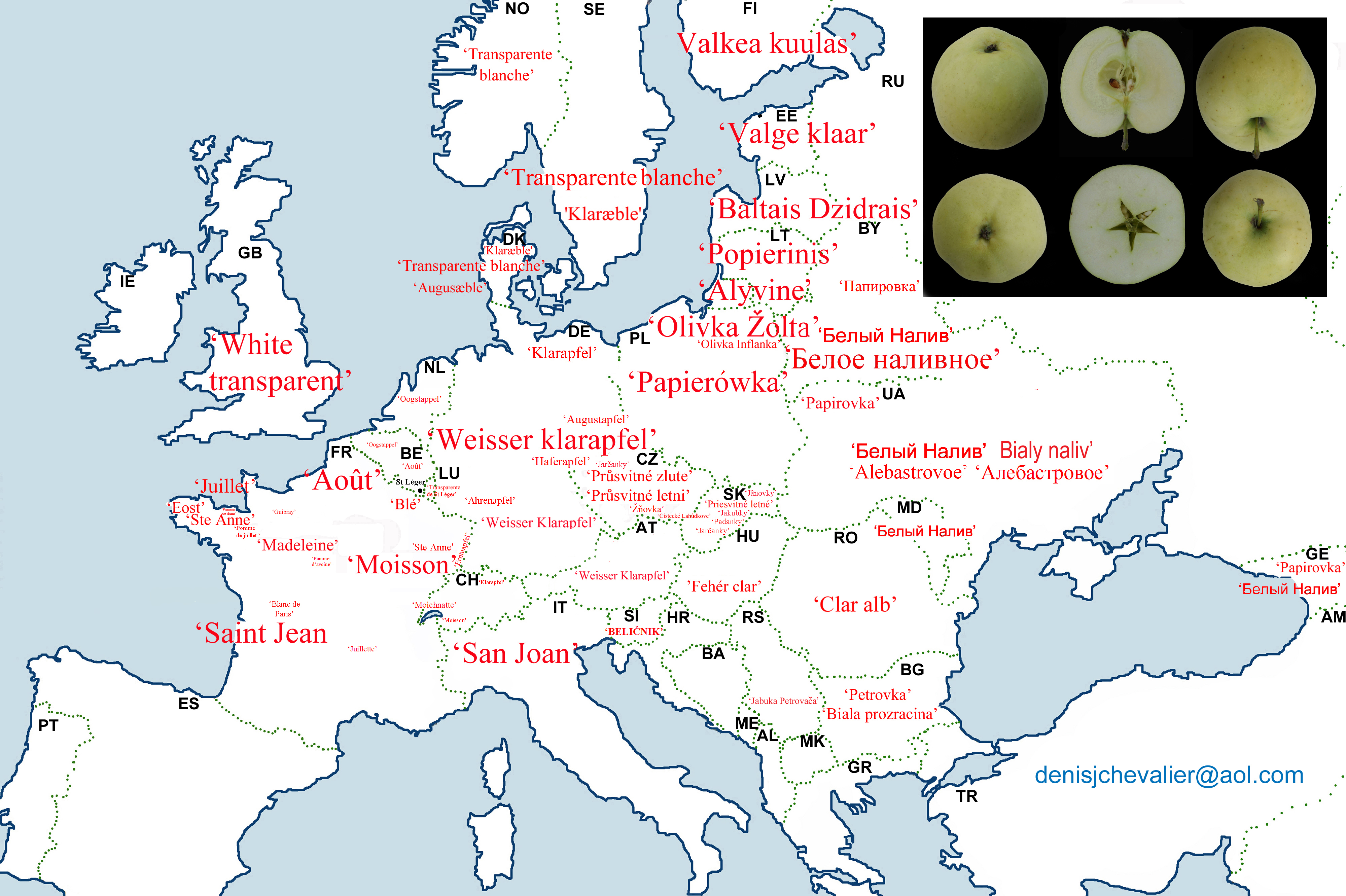
Synonymes de 'Transparente blanche', en Europe.

## Description
- Forme: ronde, légèrement conique, légèrement angulaire, côtes marquées de la base au sommet, asymétrique.
- Grosseur: moyenne, 64-66 × 57-70 mm.
- Chair: blanche, juteuse, moyennement ferme, très tendre, croquante.
- Saveur: d'une légère acidité rafraîchissante, aigrelette, très sucrée, plaisante. Pomme dont la couleur détermine la maturité : jaune pâle, blanchâtre : elle devient suave et très vite farineuse.
- Peau: fine, rarement rosée à l'insolation.
- Utilisation: transformation, séchage, congélation, compote, excellente pour la cuisine, bonne pour la consommation en frais.
- Très sensible aux chocs, c'est la raison pour laquelle elle n'est pas commercialisée, hormis dans les Pays baltes où des vergers sont consacrés à ce cultivar.

## Pollinisation
Variété diploïde, moyennement autofertile.
- Floraison: groupe B. Elle atteint la pleine floraison environ 6 jours avant la variété Golden Delicious du début du groupe D.
- S-génotype: S1S5 [1].
- Fécondation: elle pollinise et est parfaitement pollinisée par les diploïdes suivants: Reinette de Champagne (S2S4) , Golden Delicious (S2S3),  Lobo (S10S22), Empire (S10S19), Priscilla (S3S9).

## Culture
La Transparente blanche est une variété de vigueur faible, à greffer sur porte-greffe vigoureux (franc), assez difficile à former.
Donne une production régulière et précoce (mature dès la fin juillet). Époque de consommation idéale du 20 juin au 10 août, en fonction de la latitude.

### Maladies et sensibilités
- Tavelure: très susceptible[2].
- Feu bactérien: très susceptible.
- Mildiou: très susceptible.
- Rouille du cèdre: très susceptible.
- Chancre: variété sensible.